# Ciclismo nos Jogos Olímpicos de Verão da Juventude de 2010 - Corta-mato feminino
A prova de cross-country ou corta-mato feminino do ciclismo nos Jogos Olímpicos de Verão da Juventude de 2010 foi realizada no dia 17 de agosto no Tampines Bike Park, em Cingapura. Caso uma ciclista tomasse uma volta da primeira colocada seria automaticamente excluída da corrida. O evento consistiu de cinco voltas de 3,1 km, perfazendo um total de 15,5 km. Embora não distribuísse medalhas, o evento contou pontos para a competição por equipes. 

## Resultados
A prova começou aproximadamente às 9:00 (UTC+8).
| Pos. | Cód. atleta | Nome                        | País              | Tempo final    | Diferença | Pontos | Penalização |
| ---- | ----------- | --------------------------- | ----------------- | -------------- | --------- | ------ | ----------- |
| 1    | CZE 1       | Karolína Kalašová           | CZE Chéquia       | 46:68          | ±0:00     | 1      |             |
| 2    | SUI 1       | Linda Indergand             | SUI Suíça         | 47:06          | +0:08     | 5      |             |
| 3    | CAN 1       | Kristina Laforge            | CAN Canadá        | 49:22          | +2:24     | 8      |             |
| 4    | ITA 1       | Alessia Bulleri             | ITA Itália        | 50:23          | +3:25     | 12     |             |
| 5    | CHI 1       | Laura Munizaga              | CHI Chile         | 50:24          | +3:26     | 15     |             |
| 6    | POL 1       | Monika Śur                  | POL Polônia       | 51:23          | +4:25     | 18     |             |
| 7    | MEX 1       | Ingrid Drexel               | MEX México        | 51:55          | +4:57     | 21     |             |
| 8    | THA 1       | Siriluck Warapiang          | THA Tailândia     | 52:40          | +5:42     | 24     |             |
| 9    | CYP 1       | Antri Christoforou          | CYP Chipre        | 54:11          | +7:13     | 27     |             |
| 10   | POR 1       | Magda Martins               | POR Portugal      | 54:19          | +7:21     | 30     |             |
| 11   | JPN 1       | Manami Iwade                | JPN Japão         | 54:19          | +7:21     | 32     |             |
| 12   | LAT 1       | Lija Laizane                | LAT Letônia       | 55:05          | +8:07     | 34     |             |
| 13   | INA 1       | Elga Kharisma Novanda       | INA Indonésia     | 55:25          | +8:27     | 36     |             |
| 14   | NZL 1       | Sarah Kate McDonald         | NZL Nova Zelândia | 55:30          | +8:32     | 37     |             |
| 15   | KAZ 1       | Rimma Luchshenko            | KAZ Cazaquistão   | 55:52          | +8:54     | 38     |             |
| 16   | NED 1       | Maartje Hereijgers          | NED Países Baixos | 56:17          | +9:19     | 39     |             |
| 17   | HUN 1       | Zsófia Kéri                 | HUN Hungria       | 56:51          | +9:53     | 40     |             |
| 18   | COL 1       | Jessica Lergada             | COL Colômbia      | 57:56          | +10:58    | 40     |             |
| 19   | BEL 1       | Tori van de Perre           | BEL Bélgica       | 58:03          | +11:05    | 40     |             |
| 20   | BLR 1       | Volha Masiukovich           | BLR Bielorrússia  | 58:29          | +11:31    | 40     |             |
| 21   | ESP 1       | Bianca Martín               | ESP Espanha       | -1 volta       |           | 40     |             |
| 22   | SIN 1       | Nur Nasthasia Abdul Nazzeer | SIN Singapura     | -2 voltas      |           | 40     |             |
| 23   | RSA 1       | Teagan O'Keeffe             | RSA África do Sul | -2 voltas      |           | 40     |             |
| 24   | ZIM 1       | Shaylene Brown              | ZIM Zimbabwe      | -2 voltas      |           | 40     |             |
| 25   | SLO 1       | Nika Kožar                  | SLO Eslovênia     | -2 voltas      |           | 40     |             |
| 26   | SRB 1       | Jovana Crnogorac            | SRB Sérvia        | -2 voltas      |           | 40     |             |
| 27   | DEN 1       | Mette Jepsen                | DEN Dinamarca     | -2 voltas      |           | 40     |             |
| 28   | AUS 1       | Kirsten Dellar              | AUS Austrália     | -2 voltas      |           | 40     |             |
| 29   | BRA 1       | Mayara Perez                | BRA Brasil        | -3 voltas      |           | 40     |             |
| 30   | BOL 1       | Jimena Montecinos           | BOL Bolívia       | -3 voltas      |           | 40     |             |
|      | ARG 1       | Verena Brunner              | ARG Argentina     | Não completou4 |           | 40     | 10          |
|      | ERI 1       | Senait Araya Debesay        | ERI Eritreia      | Não largou     |           | 40     | 15          |

Observações
- -N voltas: excluída com N voltas para o fim da prova.
- Não completouN: abandonou na volta N.